# Żagiewka anyżkowa

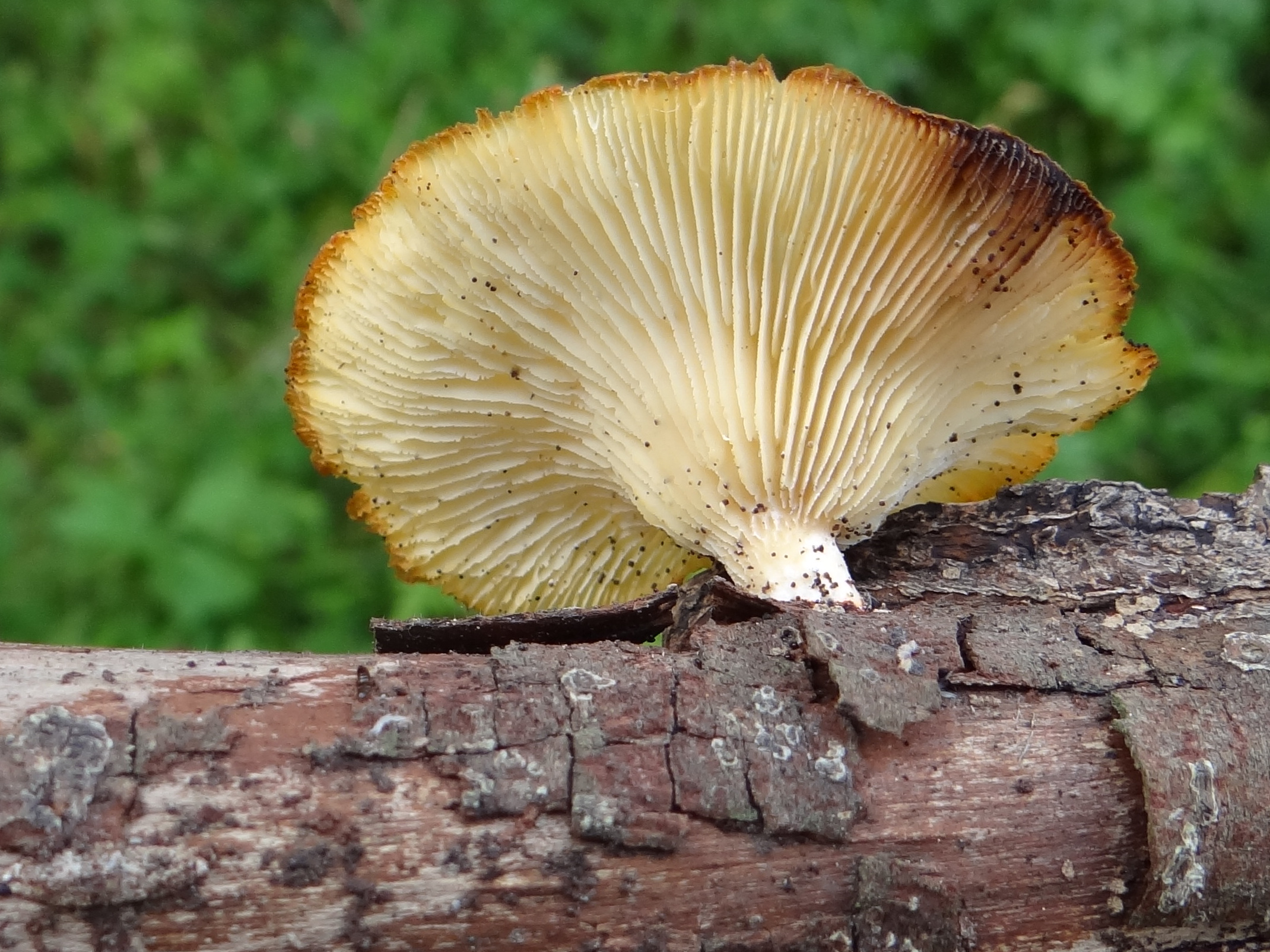

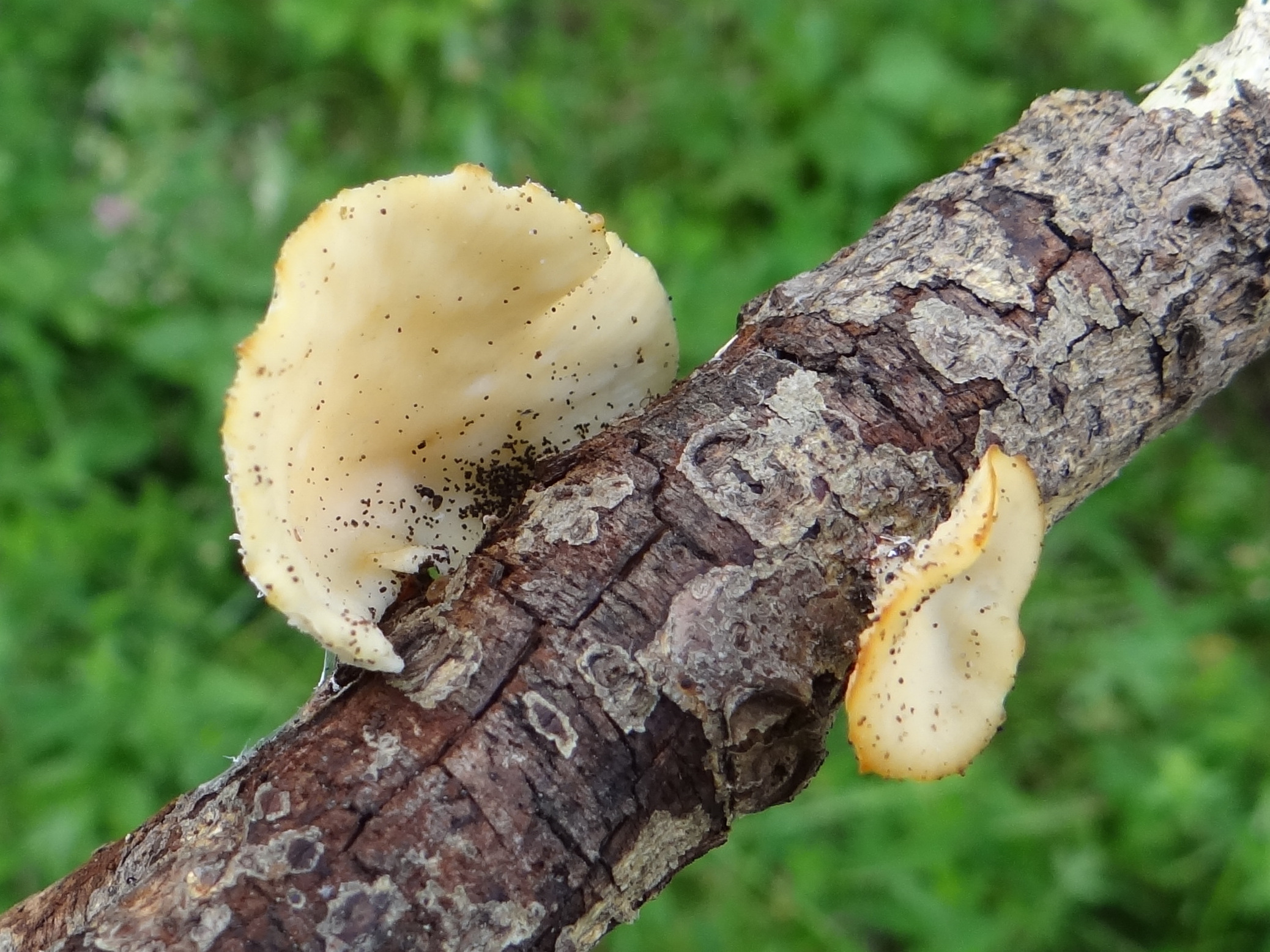

Żagiewka anyżkowa (Neofavolus suavissimus (Fr.) Seelan, Justo & Hibbett) – gatunek grzybów z rodziny żagwiowatych (Polyporaceae).

## Systematyka i nazewnictwo
Pozycja w klasyfikacji: Neofavolus, Polyporaceae, Polyporales, Incertae sedis, Agaricomycetes, Agaricomycotina, Basidiomycota, Fungi.
Po raz pierwszy zdiagnozował go w 1836 r. Elias Fries nadając mu nazwę Lentinus suavissimus. Obecną, uznaną przez Index Fungorum nazwę nadali mu J.S. Seelan, Justo & Hibbett w 2016 r.
Synonimy naukowe:

- Hemicybe suavissima (Fr.) P. Karst. 1879
- Lentinus anisatus Henn. 1898
- Lentinus suavissimus Fr. 1836
- Neofavolus suavissimus (Fr.) J.S. Seelan, Justo & Hibbett 2015
- Neofavolus suavissimus (Fr.) Zmitr. & Kovalenko 2016
- Panus suavissimus (Fr.) Singer 1951
- Pocillaria suavissima (Fr.) Kuntze 1891

Władysław Wojewoda w 2003 r. zaproponował nazwę twardziak anyżkowy. Wówczas gatunek miał nazwę naukową Lentinus suavissimus Fr. Po przeniesieniu do rodzaju Neofavolus stała się ona niespójna z nową nazwą naukową. W 2021 r. Komisja ds. Polskiego Nazewnictwa Grzybów zaproponowała nową nazwę żagiewka anyżkowa.

## Morfologia
Kapelusz
Średnica 2–5 cm, z początku łukowaty, szybko jednak staje się wgłębiony na środku, a potem lejkowaty. Podczas suchej pogody brzeg jest gładki, podczas wilgotnej żłobiony i podwinięty. Powierzchnia gładka, o barwie od jasnożółtej do jasnoochrowożółtej.
Blaszki
Zbiegające na trzon, który czasami pokryty jest siateczkowatą strukturą z porami między oczkami siatki. Pomiędzy głównymi blaszkami występują międzyblaszki w liczbie do trzech. Ostrza blaszek są drobno piłkowane. Początkowo blaszki są białe, z czasem żółtawe.
Trzon
Kształt zazwyczaj stożkowy, wysokość 1–3 cm, grubość 3–5 mm. Jest pełny i sprężysty. Może być zarówno centralny, jak i ekscentryczny. Czasami brak trzonu lub jest słabo wykształcony. Powierzchnia pilśniowa, barwy od białawej do żółtej.
Miąższ
Cienki, sprężysty, biały. Ma zapach i smak anyżu.
Cechy mikroskopowe
Wysyp zarodników białawy lub bladoochrowy. Zarodniki elipsoidalne lub cylindryczne, gładkie, z kroplami, nieamyloidalne. Rozmiar 7-8 × 3.5–4 μm. Podstawki maczugowate, wydłużone, 4-zarodnikowe, ze przczką. Rozmiar: 20-30 × 4-5.5 µm. Cystyd brak. Na ostrzu blaszek występują nieco wystające komórki brzeżne, czasami z inkrustowanym szczytem.

## Występowanie i siedlisko
Najwięcej stanowisk podano w Europie, poza tym notowany jest w Japonii oraz w stanie Quebec w Kanadzie. Rozprzestrzenienie w Polsce nie jest znane.
Siedlisko: w lasach i zaroślach na opadłych gałęziach i gałązkach drzew liściastych, oraz na butwiejącym drewnie, głównie na różnych gatunkach wierzb i topoli osice, także na brzozie. Owocniki wytwarza od sierpnia do września.

## Znaczenie
Saprotrof, grzyb niejadalny.